# Aphroceras
Aphroceras és un gènere d'esponja calcària de la familia Grantiidae. Aquest gènere va ser descrit per primera vegada per Gray el 1858.

## Taxonomia
El gènere inclou diverses espècies,
- Aphroceras alcicornis (Gray, 1858)
- Aphroceras caespitosa (Haeckel, 1872)
- Aphroceras cataphracta (Haeckel, 1872)
- Aphroceras cladocora (Haeckel, 1872)
- Aphroceras corticata (Lendenfeld, 1891)
- Aphroceras elongata (Schuffner, 1877)
- Aphroceras ensata (Bowerbank, 1858)